# Música tradicional libanesa
Mentre que la Música tradicional libanesa continua sent popular al Líban, la música moderna que reconcilia els estils occidentals i tradicionals àrabs, el pop i la fusió estan guanyant popularitat ràpidament. Al Líban, n'hi ha una antiga forma de música àrab-andalusa, el zàjal, que és un poema cantat en àrab dialectal. El zàjal libanès va ser designat com a Patrimoni Cultural Immaterial de la Humanitat per la Unesco el 27 de novembre de 2014.
Les emissores de ràdio presenten una gran varietat de música, que inclou la música tradicional libanesa, àrab clàssica, d'Armènia, i música moderna francesa, anglesa, americana i llatina.
La música del Líban té una llarga història. Beirut, la capital del Líban, és coneguda des de fa molt de temps, especialment en un període immediatament posterior a la Segona Guerra Mundial, pel seu art i intel·lectualisme. Diversos cantants van sorgir en aquest període, entre els més famosos Fairuz, Sabah Fighali, Wadih Al Safi, Nasri Shamseddine, Melhem Barakat, Salwa Katrib, Majida El Roumi, Ahmad Kaabour, Marcel Khalife i Ziad Rahbani, qui —a més a més de ser un cantant i compositor compromès i compositor de música— també era un dramaturg popular. Lydia Canaan va ser aclamada pels medis com la primera estrella de rock de l'Orient Mitjà.
Durant la guerra civil de quinze anys, la majoria de les estrelles de la música libanesa es van mudar al Caire o París, que es va celebrar a Beirut amb una gran escena musical quan van regressar després de 1992. El Dia de la Música anual, que se celebra cap a finals de juny, y porta a tot el país a concerts organitzats i espontanis. L'any 2016, es va celebrar en més de 120 països.

## Música tradicional

### Dabke
El dabke (àrab: دبکة, dabka) és una dansa popular de l'Orient Mitjà, el ball] més popular y de origen de Palestina o del Líban i la música tradicional utilitzada per a aquest ball es caracteritza per les melodies de forta càrrega emotiva.
Una de les expressions artístiques més importants entre els àrabs és el ball, en la que el dabke és el més característic. Això va acompanyat d'una coreografia complexa, balls de grup, trepig de peus (o dabke), aplaudiments i grits. És tradicionalment ballada durant la primavera, l'estació plujosa i les noces en l'època de la collita. És una dansa jove que requereix energia i força, que assumeix la forma d'un semicercle, en general entre 6 i 15 ballarins. De vegades hi ha un líder entre ells, nomenat «Al-Lawah».
El dabke és un ball en què els participants, homes i dones, es posen en fila i executen els passos que marca el líder del grup, que es col·loca al capdavant de tots ells. Es tracta d'un joc de passos, zapateado i salts, estant els ballarins alternativament separats, donant-se les mans o de espatlles. Ve de l'antiga tradició de sabatejar sobre el fang. Aquest ball s'acompanya de palmes, crits i complicats passos, intentant representar esdeveniments importants de la vida com ho són el naixement o el matrimoni. Aquest ball tradicional encara avui dia es balla al Líban com una de les seves tradicions que més passen de generació en generació.

### Zàjal
El zàjal era cantat per cor i solista. Era una forma molt popular a l'Àndalus i acostumava a acompanyar-se de llaüt, flautes, tambor i aldufs o castanyoles. De vegades, s'acompanyava amb ball. Va tenir una gran repercussió en tot el món àrab de l'època, com ressenya l'historiador Ibn Galib. Actualment encara és present al Magrib —en especial a Algèria— i al Líban, país on els seus practicants gaudeixen d'una gran popularitat. El zàjal es practica de manera semiimprovisada i semicantada i sovint pren la forma d'un debat entre zajjaali, poetes que improvisen el zàjal al voltant de una taula. Normalment, està acompanyat per instruments de percussió i ocasionalment per instruments de vent, o el darbukka i un cor d'homes (i darrerament també de dones) que canten parts dels versos.

## Música popular contemporània al Líban
El rock és molt popular a Líban. Durant la Guerra Civil Libanesa, el rock, el hard rock i el heavy metal van ser molt populars. Bandes com Deep Purple, Black Sabbath, Led Zeppelin, Rolling Stones, Iron Maiden i Scorpions van ser extremadament populars. Al 1978, Rolling Stones va reservar un concert a Líban que es va esgotar en cinc hores. El concert va ser cancel·lat, causant que molts fanàtics del rock libanès cremessin pneumàtics als carrers, bloquejant-les d'ira. Durant la Guerra Civil Libanesa, les actuacions Lydia Canaan es van iniciar sota el nom artístic d'Àngel; la seva carrera va començar quan va arriscar la seva vida per actuar enmig d'atacs militars enemics, els seus concerts literalment es van realitzar als encontorns del Líban, que van ser bombardejades simultàniament. Segons la revista Arabian Woman: «Com una noia que va créixer enmig d'una sagnant guerra civil Canaan estava derrocant barreres aparentment insuperables...»
L'escena musical underground es va tornar vibrant al Líban després del final de la guerra civil en 1990, encapçalada pel duet de rock-pop Soap Kills. Diverses bandes de rock i rock alternatiu com Mean i Mashrou Leila també estan guanyant popularitat. Nous artistes independents com IJK (cantant i compositor) estan gravant cada vegada més a l'Occident i llançant les seves obres en anglès; durant la seva entrevista per a la cadena televisiva MTV Lebanon al març de 2017, IJK va citar Bono d'U2 com una de les seves principals influències musicals.

## Instruments del Líban

### Llaüt
El llaüt és una paraula que prové del llaüt espanyol, que alhora]procedeix de la paraula àrab per a l'instrument, al-ud —que significa la branca d'un arbre. El llaüt té forma de mitja pera i coll curt amb trasts.

### Mijwiz

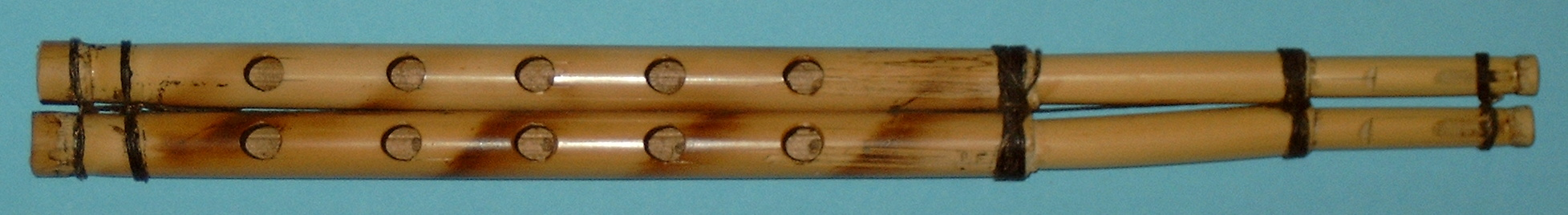
Mijwiz

El mijwiz, que literalment significa «doble» en àrab, és un instrument molt popular utilitzat en la música libanesa. És un tipus de clarinet de canya. Es toca respirant suaument a través d'una obertura circular a l'extrem i movent els dits sobre els forats a la part davantera del tub per crear les diferents notes. El minjjayrah és similar al mijwiz, una flauta de canya oberta que es toca amb el mateix estil. És molt popular entre els camperols de muntanya del Líban.

### Darbukka

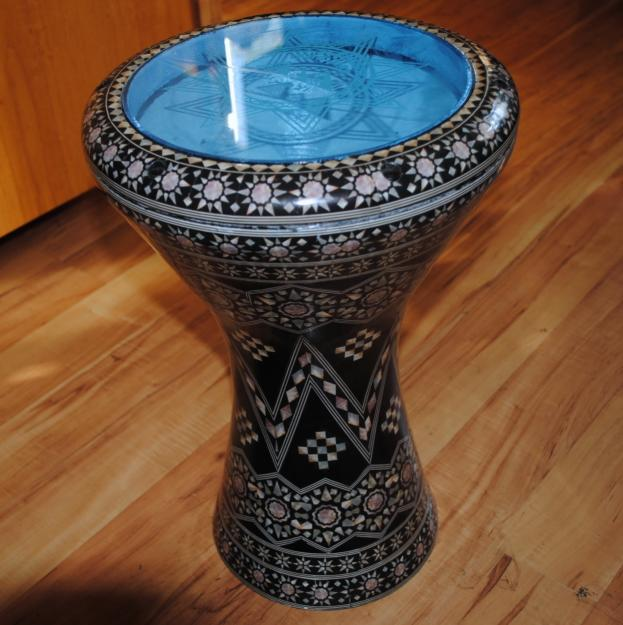
Darbukka

La darbukka és un instrument de percussió d'origen àrab usat a tot l'Orient Pròxim. L'origen de la darbukka es remunta a l'antiga Babilònia, però s'ha estès molt, arribant fins i tot als Balcans i al nord d'Àfrica. És un dels instruments més utilitzats de la música àrab. És un tambor d'una sola membrana amb forma de copa. Originàriament s'usava greda (argila), per armar la caixa de ressonància i cuir de cabra o de peix per a la membrana, però també s'acostuma a utilitzar fusta o metall per a la seva fabricació. Per executar la darbukka se l'acostuma a col·locar sobre ambdues cames o entre les cuixes; per tocar-la s'utilitzen els dits i el palmell de la mà. Té una gamma tonal molt limitada. A països com Egipte, el Líban, Síria o Turquia s'ha arribat a molt alts nivells de virtuosisme.

### Daf
El daf, també conegut com a rikk, és un instrument popular que es correspon amb la pandereta. Consisteix en un tambor de marc circular, cobert per un costat amb pell de cabra o peix. Es col·loquen parells de discs metàl·lics en el marc per produir la dringadissa quan es copeja amb la mà. Els sons d'aquest instrument de percussió estableixen el ritme de molta música àrab, particularment en actuacions clàssiques.

### Buzuq
El buzuq és un instrument de corda. La paraula buzuq ve del idioma turc i apareix a «bashi-buzuq», el nom donat a les tropes otomanes, que literalment significa «cap cremat» o «desarrelat». El buzuq, que és un instrument essencial en el repertori dels germans Rahbani, és un instrument híbrid que no està classificat entre els instruments clàssics de la música àrab o entre els de la música turca. Tanmateix, aquest instrument es pot considerar com un parent més gran i de to més profund que el del saz turc, al qual es podria comparar així com la viola es compara amb el violí a la música occidental. Abans que els germans Rahbani popularitzessin l'ús d'aquest instrument, el buzuq havia estat associat amb la música gitana del Líban. Un instrument de corda amb trasts de coll llarg, el buzuq està equipat amb dues cordes de metall que es toquen amb un plectre.